# Claudio Insegno
Claudio Insegno (Roma, 22 giugno 1965) è un attore, regista, doppiatore e sceneggiatore italiano.

## Biografia
È il fratello minore dell'attore Pino Insegno ed entrambi sono figli del vetrinista Armando Insegno e di Romana Di Lorenzo, sorella maggiore degli attori Rossana Di Lorenzo e Maurizio Arena.
Ha recitato in teatro nelle commedie Rumors di Neil Simon e Rumori fuori scena di Michael Frayn, e ha inoltre preso parte come attore e regista allo spettacolo Due comici in paradiso, con Biagio Izzo. Nel 2008 cura la regia dello spettacolo teatrale Il re di New York, con Biagio Izzo e Antonella Elia. Sempre nel 2008 è interprete e regista nello spettacolo teatrale Risate al 23º piano. Nel 2008-2009 è regista di Fiori d'acciaio, commedia teatrale interpretata da Sandra Milo, Sara Greco e Rossana Casale. Da molti anni insegna recitazione e ha fondato assieme a suo fratello Pino la scuola di recitazione Tutti in scena a Roma.
In televisione ha partecipato a Partita doppia con Pippo Baudo e a La festa della mamma. Ha curato la regia di Francesco - Il musical e Joseph e la strabiliante tunica dei sogni in Tecnicolor, entrambi musical con Antonello Angiolillo. Seguono poi altri spettacoli teatrali per la regia di Insegno, come Sessualmente scorretti, Pericolo di coppia, Risate al 23º piano, In fuga col malloppo e tanti altri.
Al cinema ha recitato in Dèmoni del regista Lamberto Bava, I miei primi 40 anni di Carlo Vanzina, L'assassino è quello con le scarpe gialle, con la Premiata Ditta. Nel 1996 ha condotto l'edizione estiva del programma pre-serale di Raiuno Luna Park.
Ha insegnato recitazione, assieme a Fioretta Mari, durante la prima edizione della trasmissione televisiva Saranno famosi, condotta da Maria De Filippi sulle reti Mediaset.
Da diversi anni dà la sua voce al Dott. Julius Hibbert nel cartone animato I Simpson e a Rizzo il ratto dei Muppet.

## Filmografia

### Attore

#### Cinema
- In punta di piedi, regia di Giampiero Mele (1984)
- Dèmoni, regia di Lamberto Bava (1985)
- I miei primi 40 anni, regia di Carlo Vanzina (1987)
- L'assassino è quello con le scarpe gialle, regia di Filippo Ottoni (1995)
- Alta infedeltà, regia di Claudio Insegno (2010)[2]
- Una notte agli studios - in 3D, regia di Claudio Insegno (2013)
- All'improvviso un uomo, regia di Claudio Insegno (2014)
- Effetti indesiderati, regia di Claudio Insegno (2015)
- Mi rifaccio il trullo, regia di Vito Cea (2016)
- Felicissime condoglianze, regia di Tom Ponti (2017)
- Amici come prima, regia di Christian De Sica (2018)
- Sono solo fantasmi, regia di Christian De Sica e Brando De Sica (2019)

#### Televisione
- Attentato al Papa, regia di Giuseppe Fina – miniserie TV (1986)
- Casa Cecilia – serie TV (1987)
- Ein Haus in der Toscana – serie TV (1990-1994)
- Valeria medico legale – serie TV (2000)[3]
- Cinecittà – serie TV (2003)
- Angeli - Una storia d'amore, regia di Stefano Reali – film TV (2014)

### Conduttore
- G. B. Show, con Gino Bramieri (Rete 1, 1983-1987)
- Stasera mi butto (Rai 2, 1992)
- La festa della mamma (Canale 5, 1992)
- Partita doppia, con Pippo Baudo (Rai 1, 1993)
- Estate al Luna Park (Rai 1, 1996)
- Saranno famosi – talent show (Canale 5, 2001)

### Regista
- Alta infedeltà (2010)
- Una notte agli studios - in 3D (2012)
- All'improvviso un uomo (2014)
- Effetti indesiderati (2015)
- Ed è subito sera (2019)
- Before Pintus – sitcom (2021)
- Vita – sitcom (2021)

### Sceneggiatore
- Alta infedeltà, regia di Claudio Insegno (2010)
- Una notte agli studios - In 3D, regia di Claudio Insegno (2012)
- All'improvviso un uomo, regia di Claudio Insegno (2014)
- Effetti indesiderati, regia di Claudio Insegno (2015)

### Soggettista
- Ti stramo - Ho voglia di un'ultima notte da manuale prima di tre baci sopra il cielo, regia di Pino Insegno e Gianluca Sodaro (2008)
- Alta infedeltà, regia di Claudio Insegno (2010)

## Teatro

### Attore
- Cercasi tenore di Ken Ludwig, regia di Pietro Garinei (1990-1991)
- I peggiori anni della nostra vita di Enrico Vaime (1996)
- Rumors di Neil Simon (1999-2000)
- Colto in flagrante di Derek Benfield (2001)
- Soap opera di Pino Insegno, Roberto Ciufoli, Tiziana Foschi e Francesca Draghetti (2002)
- Un marito per due di Claudio Insegno, con Chiara Noschese (2003)
- Gli allegri chirurghi di Claudio Insegno, con Pino Insegno (2004)
- Cannibal - Il musical di Trey Parker (2004)
- Risate al 23⁰ piano di Neil Simon (2008-2009)
- Lost - mezza stagione di Claudio Insegno (2010)
- Babbo Natale è uno str*nzo di Balasko, Chazel, Lhermitte, Moynot, Clavier e Jugnot (2019)
- Il vizietto di Jean Poiret (2019, 2022)
- Coppie felicemente infelici di Claudio Insegno e Sabrina Pellegrino (2020-2021)
- Riunione di famiglia di Amanda Sthers e Morgan Spillemaecker (2022-2023)
- Billy ti presento Sammy di Murray Schisgal (2023)
- Stanlio e Ollio - Amici fino all'ultima risata di Sabrina Pellegrino e Claudio Insegno (2023-2024-2025)
- Signora in rosso di Claudio Insegno e Step Minotti (2023)
- In fuga col malloppo di Ray Cooney, adattamento di Claudio Insegno (2024)

### Regista
- Babbo Natale è uno str*nzo di Balasko, Chazel, Lhermitte, Moynot, Clavier e Jugnot (1996)
- Francesco - Il musical di Vincenzo Cerami (2000)
- Una moglie coi baffi, con Ric e Gian (2002)
- Amici miei di Piero De Bernardi, Mario Monicelli, Tullio Pinelli e Claudio Insegno (2002)
- Victor Victoria di Blake Edwards (2004)
- Di profilo sembra pazzo di Claudio Insegno (2004)
- Cleopatra - il musical di Lamberto Stefanelli (2004)
- Cannibal - il musical di Trey Parker (2004)
- Joseph e la strabiliante tunica dei sogni in Technicolor di Andrew Lloyd Webber (2005)
- Tutto per Eva, solo per Eva di Biagio Izzo e Bruno Tabacchini (2005)
- C'è un uomo nudo in casa di Biagio Izzo e Bruno Tabacchini (2006)
- 8 donne e un mistero di Robert Thomas (2006)
- Due comici in paradiso di Biagio Izzo e Bruno Tabacchini (2007)
- Risate al 23⁰ piano di Neil Simon (2008-2009)
- Il re di New York di Biagio Izzo e Bruno Tabacchini (2008)
- Chiedimi se voglio la luna di Paul Emelion (2008)
- Una pillola per piacere di Biagio Izzo e Bruno Tabacchini (2009)
- Fiori d'acciaio di Robert Harling (2009)
- Un tè per tre di Biagio Izzo e Bruno Tabacchini (2010)
- Lost - mezza stagione di Claudio Insegno (2010)
- Guardami guardami di Biagio Izzo e Bruno Tabacchini (2011)
- Tutti con me di Biagio Izzo e Bruno Tabacchini (2012)
- Esseoesse di Biagio Izzo e Bruno Tabacchini (2013)
- Come un Cenerentolo di Biagio Izzo e Bruno Tabacchini (2014)
- Puppetry of the penis di Simon Morley-David Friend (2015)
- La febbre del sabato sera di Nan Knighton (2016)[4]
- Jersey Boys di Marshall Brickman, Rick Elice e Bob Crewe (2016)[5]
- Rumori fuori scena di Michael Frayn (2017)
- 58 sfumature di Pino Insegno, con Pino Insegno (2017)
- Monty Python's Spamalot di Eric Idle (2017)
- Febbre da cavallo, regia con Enrico Brignano, Teatro Sistina di Roma (2017)
- Will & Grace di Claudio Insegno (2018)[6]
- Hairspray di Mark O'Donnell e Thomas Meehan (2018)[7]
- La famiglia Addams di Marshall Brickman (2018)
- Kinky Boots di Harvey Fierstein (2018)
- Sweeney Todd di Patrick Quentin e Stephein Sondheim (2019)
- A Bronx Tale di Chazz Palminteri e Glenn Slater (2019)
- Babbo Natale è uno str*nzo di Balasko, Chazel, Lhermitte, Moynot, Clavier e Jugnot (2019)
- Il vizietto di Jean Poiret (2020)
- Coppie Felicemente Infelici di Sabrina Pellegrino e Claudio Insegno (2020-2022)
- Sette sotto il letto di Claudio Insegno (2021)
- Shakespeare per attori anziani di Francesca Nunzi (2022)
- Oggi sposi, sentite condoglianze di Corrado Taranto e Caterina De Santis
- Riunione di famiglia di Amanda Sthers e Morgan Spillemaecker (2022-2023)
- E che Dio ci aiuti di Corrado Taranto e Caterina De Santis (2022-2023)
- Billy ti presento Sammy di Murray Schisgal (2023)
- Anime Sole di Step Minotti (2023)
- Stanlio e Ollio - Amici fino all'ultima risata di Sabrina Pellegrino e Claudio Insegno, con Federico Perrotta, Valentina Olla, Sabrina Pellegrino, Franco Mannella, Giacomo Rossetti e Federica De Riggi, prima nazionale a Borgio Verezzi l'11 luglio 2023.[8]
- Signora in rosso di Claudio Insegno e Step Minotti (2023)
- In fuga col malloppo di Ray Cooney, con Andrea Beltramo, Carlotta Iossetti, Guido Ruffa, Lia Tomatis, Diego Casale, Ettore Lalli, musiche di Jacopo Fiastri (2024)

## Doppiaggio

### Film
- Rizzo in Giallo in casa Muppet, Festa in casa Muppet, I Muppet nell'isola del tesoro, I Muppets venuti dallo spazio, I Muppet e il mago di Oz, Muppets 2 - Ricercati
- Toby Jones in Infamous - Una pessima reputazione
- Mike Binder in Il diario di Jack
- Chris Williams in Palle al balzo - Dodgeball
- Eugenio Derbez in Beverly Hills Chihuahua
- Joey Iovino in Strays

### Film d'animazione
- Dott. Hibbert ne I Simpson - Il film
- Mikey Abromowitz in Surf's Up - I re delle onde
- Gambero in Shark Tale

### Cartoni animati
- Julius Hibbert (ep.6.18, 6.22; st.8+) e Lenny Leonard (ep. 8.9) ne I Simpson
- Doyle in The Mask

### Videogiochi
- Voce fuori campo in Trivial Pursuit (2008)

## Riconoscimenti
- Italian Musical Award
  - 2016 – Miglior spettacolo nuovo per Jersey Boys il musical[9]